# Nopphon Phon-adom
Nopphon Phon-adom (thailändisch นพพล ผลอุดม, * 22. Januar 1985 in Bangkok) ist ein thailändischer Fußballspieler.

## Karriere
Nopphon Phon-adom erlernte das Fußballspielen in der Schulmannschaft der Patumkongka School. Seinen ersten Vertrag unterschrieb er 2005 beim Bangkok University FC, dem heutigen Bangkok United. Der Verein aus Bangkok spielte in der ersten Liga des Landes, der Thai Premier League. 2006 wurde er mit Bangkok United thailändischer Meister. Bei dem Verein stand er bis Mitte 2010 unter Vertrag. Zur Rückserie 2010 wechselte er zum Zweitligaaufsteiger Raj-Pracha FC. Der Erstligist TOT SC, der ebenfalls in Bangkok beheimatet war, nahm ihn ab Anfang 2011 unter Vertrag. Bei TOT spielte er bis Mitte 2015. Für TOT absolvierte er 72 Erstligaspiele. Mitte 2015 verpflichtete ihn der Ligakonkurrent Osotspa M-150 Samut Prakan FC. Bis Mitte 2016 spielte er 31-mal für den Klub. Nach Ratchaburi ging er Mitte 2016. Hier unterschrieb er einen Einjahresvertrag bei Ratchaburi Mitr Phol. Hier kam er auf 17 Einsätze in der ersten Liga. Die Rückserie 2017 spielte er bei Thai Honda Ladkrabang. Für den Erstligisten stand er viermal in der ersten Liga auf dem Spielfeld. Die Hinserie 2018 lief er für Air Force Central auf. Für den Bangkoker Verein spielte er 15-mal in der ersten Liga. Samut Sakhon FC, ein Zweitligist aus Samut Sakhon, nahm ihn Mitte 2018 unter Vertrag. Mit dem Klub spielte er in der zweiten Liga, der Thai League 2. Anfang 2020 wechselte er zum Drittligisten Chiangrai City FC nach Chiangrai. Ende Dezember 2020 schloss er sich dem Zweitligisten Udon Thani FC an. Für Udon stand er 14-mal in der zweiten Liga auf dem Spielfeld.
Seit dem 1. Juli 2021 ist er vertrags- und vereinslos.

## Erfolge
Bangkok University FC
- Thai Premier League: 2006